# Дънкън или Девоналд с муселинов шал
„Дънкън или Девоналд с муселинов шал“ (на английски: Duncan or Devonald with Muslin Cloud) е американски късометражен ням филм от 1891 година, продуциран и заснет от режисьорите Уилям Кенеди Диксън и Уилям Хейс в лабораториите на Томас Едисън в Ню Джърси. Кадри от филма не са достигнали до наши дни и той се смята за изгубен.

## В ролите
- Джеймс Дънкън
- Фред Девоналд[2]